# Bythaelurus clevai
Bythaelurus clevai är en hajart som först beskrevs av Bernard Séret 1987.  Bythaelurus clevai ingår i släktet Bythaelurus och familjen rödhajar. IUCN kategoriserar arten globalt som otillräckligt studerad. Inga underarter finns listade.